# Djanet
Djanet (arabisch جانت Dschānat, DMG Ǧānat, tamazight ⵊⴰⵏⴻⵜ) ist eine Oasenstadt im Südosten Algeriens und Hauptstadt der Provinz Djanet in der Sahara.

## Geschichte

Gesandte des Sultans von Djanet in Algier im Jahre 1863

Die Oase im südlichen Tassili n'Ajjer war bis ins späte 19. Jahrhundert eine Art Hauptort für die Tuareg von der Konföderation der Kel Ajjer. In Djanet residierte der Adelsclan der Imanan, die von den europäischen Reisenden als Sultane der nördlichen Tuareg bezeichnet wurden. Die Imanan brachten ihren Namen in einen etymologischen Zusammenhang mit dem islamischen Begriff „Imam“ und führten die Ursprünge ihres Geschlechts auf den Propheten Mohammed zurück. Diese Abstammungslinie ist freilich fiktiv und diente in erster Linie dazu, die Oberhoheit der von Natur schwachen Herrschergeschlechter der Tuareg (Imenokalin) zu rechtfertigen. Die tatsächliche Schwäche des Herrschergeschlechts zeigt sich aber darin, dass seine Angehörigen Djanet nicht verlassen durften und die eigentliche Macht in der Hand des Geschlechts der Uraghen lag. Diese scheinbare Parallele zwischen den Machtverhältnissen bei den Tuareg und den vorkarolingischen Merowingern brachte französische Reisende im 19. Jahrhundert auf den Gedanken, die Tuareg seien möglicherweise Nachkommen germanischer bzw. fränkischer Einwanderer.
Während der französischen Kolonialherrschaft hieß die Stadt Fort Charlet.
Jedes Jahr wird am Beginn des islamischen Neujahrsmonats bis zum Aschura-Tag das zehntägige Sebiba-Tanzfest veranstaltet.

## Verkehr

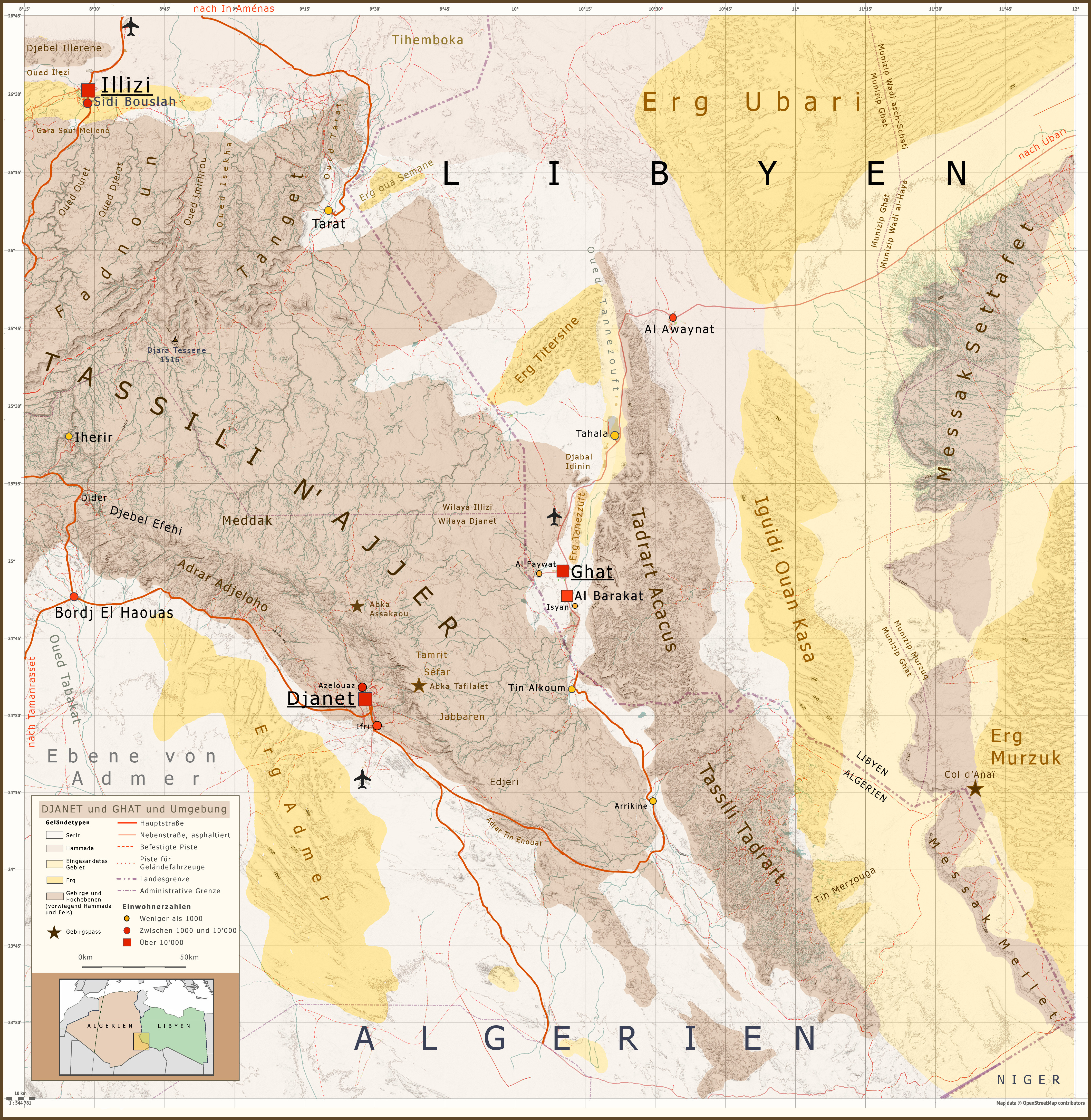
Karte der Region rund um Djanet

Die Stadt war früher nur mühsam über Pisten zu erreichen. Etwa seit dem Jahr 2000 ist die Straße von der nächstgelegenen Stadt Illizi nach Djanet asphaltiert, was die Anreise sehr vereinfacht. Auch die zur libyschen Oase Ghat führende Straße ist nun bis zum Grenzort Tin Alkoum asphaltiert. Der Grenzübergang nach Libyen ist derzeit allerdings geschlossen.
33 km südlich der Stadt liegt der über eine Asphaltstraße erreichbare Flughafen Djanet-Tiska.

## Wirtschaft
In Djanet wird Gartenwirtschaft betrieben. In Dürrezeiten stoßen gelegentlich Fremdarbeiter aus dem angrenzenden Niger hinzu, die in den Oasengärten als Arbeiter ihr Auskommen suchen. Im Umfeld des Ortes gibt es viele sehenswerte Felsmalereien und Felsgravuren (sehr schöne ungefähr auf 2/3 der Strecke zwischen Illizi und Djanet auf der Dider-Ebene). Der Erg d'Admer ca. 20 km westlich von Djanet lädt mit sehr hohen Dünen ebenfalls zu einem Besuch ein.